# 恰规错
恰规错（藏語：བྱ་རྒོད་མཚོ།，威利转写：bya rgod mtsho，THL：Jargö Tso）位于中国西藏自治区那曲市申扎县境内，地处申扎县西北部，吴如错东侧，两湖间有一条长约1公里，宽约100米的小河相通，湖面海拔4547米，面积88.5平方公里。属色林错水系，湖水经东部的扎根臧布注入色林错。